# Sinocnemis yangbingi
Sinocnemis yangbingi är en trollsländeart som beskrevs av Wilson och Zhou 2000. Sinocnemis yangbingi ingår i släktet Sinocnemis och familjen flodflicksländor. Inga underarter finns listade i Catalogue of Life.